# Valorisation de la recherche
 (décembre 2009).
La valorisation de la recherche consiste à augmenter la valeur des résultats de recherche et de développement, elle est aujourd'hui comprise et reconnue dans le cadre des politiques d'innovation des universités françaises.
Le terme de valorisation est polysémique, les définitions existantes varient en fonction de l’organisme ou du pays considéré. Le but de la valorisation est, littéralement, de donner de la valeur aux résultats de la recherche.

## Définition
Le Conseil National d'Évaluation de l'enseignement supérieur (CNE, France) définit la valorisation comme le moyen de « rendre utilisables ou commercialisables les résultats, les connaissances et les compétences de la recherche ».
De même, les définitions que l'on trouve en Belgique et au Québec esquissent les principaux aspects du concept.
1. « La valorisation de la recherche universitaire peut être définie comme l’ensemble des activités ayant pour but d’augmenter la valeur des résultats de la recherche et, plus généralement, de mettre en valeur les connaissances. La valorisation ne se résume pas uniquement à l’exploitation commerciale des résultats de la recherche : elle s’appuie également sur le déploiement et l’échange des connaissances dans tous les domaines du savoir ».
2. « La valorisation des résultats de la recherche est le processus mis en œuvre pour que la recherche universitaire ait un réel impact économique et débouche, directement ou indirectement, sur des produits ou des procédés nouveaux ou améliorés exploités par des entreprises existantes ou créées à cet effet ».

Bien que ces définitions décrivent la même activité, une différence importante les séparent puisque la première met l’emphase sur la valorisation en tant qu’activité tandis que la seconde souligne l’importance des résultats qu’elle peut engendrer. La valorisation permet de mettre en relation le monde de la recherche et le monde socioéconomique. Elle se déroule principalement dans le milieu universitaire et le chercheur en est le principal acteur. Elle concerne tous les domaines universitaires, sans distinction.
Valoriser signifie rendre opérationnel ou commercialisable le savoir et les résultats de la recherche, c'est-à-dire leur fournir une valeur ajoutée. Toutefois, cela ne signifie pas qu'elle est centrée sur la valeur marchande de la recherche. On distingue ainsi deux types de valorisation : une valorisation financière de type commerciale et une valorisation sociale de type non marchande. Dans le second cas, les retombées économiques peuvent exister mais n'est pas la finalité première de la valorisation.

## La valorisation de la recherche à des fins commerciales
La valorisation, en tant qu'activité, est une démarche spécifique qui peut être adoptée dans deux cas. Dans le premier, le chercheur ou l'équipe de recherche, souhaite passer les différentes étapes de la Recherche et du Développement d'une technologie avant de la commercialiser. Dans le second, ce sont des sociétés de valorisation qui s'occupent du processus. Il s’agit donc, entre autres, de faire du démarchage, de protéger la propriété intellectuelle liée à l’invention, de s’occuper des aspects contractuels et de déterminer une stratégie permettant d’aboutir à la commercialisation.
Différents résultats peuvent être attendus à la suite de cette démarche :
1. soit il y a un transfert scientifique (ou transfert de connaissances) uniquement, ce qui concerne l'intégration de nouvelles méthodes ou approches relevant de l'innovation sociale ou non technologique ;
2. soit il y a un transfert technologique (ou transfert de technologies) ce qui relève de l'innovation technologique et donc concerne les nouveaux produits ou procédés. Cette possibilité comprend également le transfert de connaissances car il faut considérer ici qu'une technologie ne se transmet pas sans son savoir.

Dans le deuxième cas, la commercialisation peut être effectuée soit par octroi d’une licence d’exploitation à une entreprise existante, soit par la création d’une entreprise dérivée (spin-off) qui s’occupera du développement de la technologie en question.Les relations entre la science et la société sont anciennes. L'histoire des sciences et des techniques regorge d'exemples de scientifiques qui se sont intéressés à la fois aux causes des phénomènes qu'ils observaient et aux applications qui pouvaient en découler. De même, un nombre sans cesse croissant d'États ont reconnu et soutenu cette activité qui pouvait générer des développements économiques très importants.

### Exemples historiques de valorisation
L’exemple le plus connu d’innovation radicale reste de loin la machine à vapeur. Cette innovation a mis beaucoup de temps à passer du stade d’invention au stade d’innovation. En effet, Héron d’Alexandrie fabrique le premier exemple de moteur à vapeur. Il faudra plus de dix-huit siècles pour voir une exploitation commerciale de cette invention. C'est au XVIIe siècle que renaissent réellement les recherches sur ce procédé. Un ingénieur français, Salomon de Caus décrit des pompes fonctionnant à la vapeur qu’il développe en Angleterre pour cause religieuse. C’est, donc, en Angleterre où il avait développé ses idées qu’elles seront reprises. On obtient une filiation intéressante entre Salomon de Caus, Edward Somerset, Thomas Savery et enfin Thomas Newcomen. Les deux derniers vont déposer le brevet et mettre en place la commercialisation de la première machine à vapeur utilisée en exploitation. Il s’agit d’une pompe utilisée pour l’exploitation minière. Ajoutons qu’ils bénéficient des améliorations apportées par Denis Papin, français protestant ayant quitté la France pour l’Angleterre en 1685. 50 ans plus tard, James Watt, fabricant d’instruments scientifiques auprès de Joseph Black, professeur à l’Université de Glasgow, répare une de ces machines et va commencer à améliorer ces procédés. Il introduira un grand nombre de modifications qui vont permettre de mieux utiliser la puissance de ces machines. Il dépose de nombreux brevets et pourra développer ses innovations grâce notamment à Boulton qui se révéla un excellent homme d’affaires. Les deux hommes créent une entreprise à Birmingham. Notons, enfin, qu’ils appartiennent à la Lunar Society qui est le premier exemple d’associations réunissant scientifiques et industriels. Cette révolution est donc l’accomplissement de près de 200 ans de travaux de différents scientifiques ou inventeurs. C’est l’un des premiers exemples d’une innovation de rupture où l’on ait des liens importants entre science et développement technologiques.
L’exemple de Justus Von Liebig est assez remarquable à cet égard. Chimiste et créateur de la biochimie, il découvre les premiers extraits protéiques. Soutenu par Alexander Von Humboldt, il se forme en 1824 dans le laboratoire privé de Gay-Lussac où il rencontre également Thénard et Dulong. Rentré à Giessen, à force de persévérance, il crée le premier laboratoire de recherche intégré à une université et l’un des plus richement dotés du moment. La grande différence avec des laboratoires comme celui du Muséum d’histoire naturelle se trouve dans la formation systématique des étudiants à la recherche. Cette institution fera rêver beaucoup de chercheurs étrangers dont Dumas et Pasteur. Ce sera le modèle repris par Maxwell pour la création du Cavendish laboratory ou également par Duruy pour ceux de l’École Pratique des Hautes Études.
Mais non content d’être un grand découvreur et un grand innovateur institutionnel, il n’hésitera pas à créer une entreprise à Londres en 1865 avec son associé, un ingénieur belge, pour exploiter ces extraits. La société démarre en Uruguay. Cette « start up » avant l’heure a créé une marque désormais universellement connue « Liebig ».
Son grand adversaire scientifique, Pasteur, réussit également à conjuguer recherche très fondamentale et recherche orientée vers l’industrie. Mieux, c’est à partir de problèmes industriels qu’il va créer la microbiologie moderne. Par exemple, jeune doyen de la toute nouvelle faculté des sciences de Lille en 1854 et déjà connu pour ses travaux sur la chiralité des molécules, il commence à travailler avec l’industrie sucrière sur des problèmes de fermentation. Il maintiendra toujours ce type d’approche (étude sur le vin, la bière, la sériciculture ou encore la microbiologie médicale). Son histoire est exemplaire des difficultés d’un scientifique pendant le Second Empire. Il mène ses recherches en partie sur ses propres émoluments et doit en permanence se plaindre auprès des différents ministres voire de l’Empereur. Il recherche les prix non pour le prestige mais bien pour l’argent lié à ces prix qui sont d’ailleurs une des seules sources de financement de la recherche à l'époque. Même lors de son retour à l’ENS où il est appelé par le ministre pour redynamiser cette école en perte de vitesse, il crée le premier laboratoire de l’école dans une soupente de l’école mais n’aura jamais l’argent nécessaire pour mieux développer ce laboratoire. À la même époque (1869), Maxwell crée le laboratoire Cavendish grâce au Duc de Cavendish à Cambridge. Il obtient des fonds extrêmement conséquents en quelques mois.

### Émergence de la valorisation dans les politiques économiques
C'est à la fin du Moyen Âge que certains États commencent à favoriser l'innovation notamment par l'apparition des premières législations sur la propriété intellectuelle. Le développement de lieu de formation technique d'ingénieurs ou d'experts est un autre exemple de politique embryonnaire qui indirectement va permettre le développement de l'innovation. L'État souhaite disposer du personnel technique dont ses administrations en plein développement ont besoin. C'est l'époque de la création d'un certain nombre d'écoles d'ingénieurs notamment en France. Il faut cependant attendre le développement des prémices du positivisme au milieu du XVIIIe siècle pour voir apparaître réellement des embryons de Système Nationaux d'Innovation. L'un des premiers exemples d'utilisation de la recherche pour développer une politique d'innovation est celle mise en œuvre par la Convention au cours de la Révolution française. À partir de 1792, la Nation est en danger. Toutes les ressources sont mises en œuvre pour défendre le territoire et les scientifiques ne font pas exception. La présence de Carnot au sein du Comité de salut public n'y est pas étrangère.
Cependant, pour voir apparaître une vraie politique de valorisation de la recherche publique, il faut plutôt attendre le XXe siècle. Par exemple, le gouvernement Atlee en 1948 crée le National Research and Development Corporation dans le but de commercialiser les technologies issues des laboratoires de la recherche publique anglaise. La création de l'Agence nationale de valorisation de la recherche (ANVAR) en 1967 a le même but. Mais il s'agit alors de structures centralisées et d'envergure nationale. L'évaluation de ces agences a conduit à décentraliser ces actions et à basculer cette mission aux Universités et à des structures d'intermédiation entre la recherche publique et le secteur privé.

### Émergence des structures d'intermédiation entre scientifiques et industriels
Un dernier élément important est l’existence de réseaux d’innovateurs. Si les corporations pouvaient jouer ce rôle ainsi que les grands chantiers tels que les cathédrales au Moyen Âge, des formes destinées spécifiquement à l’innovation vont apparaître au cours du XVIIIe siècle comme la Lunar Society, les sociétés d’agriculture fondées par Turgot et De Gournay, la Royal Society for the encouragment of Arts, Commerce and Manufacture (1754) (cf Royal Society of Arts) ou encore la Société d'encouragement pour l'industrie nationale(1801).
La première structure destinée à la valorisation de la recherche est La Wisconsin Alumni Research Foundation (en). Elle est créée en 1925 à la suite d'une découverte de Harry Steenbock, chercheur à l'Université du Wisconsin sur l'enrichissement de certains aliments en vitamine D. À un moindre niveau, l'Université de Californie crée dès 1926 un embryon de service de Propriété intellectuelle mais sans avoir de réelle politique de protection et de transfert de ses technologies. Il faut attendre 1963 pour que l'Université en définisse une.

### Exemples récents de valorisation
L'un des exemples le plus connu en France est la découverte et le transfert à l'industrie pharmaceutique du taxotère ou docétaxel commercialisé en 1995. Le professeur Pierre Potier découvre à la fin des années 1970 cette molécule au cours de recherches sur l'hémi-synthèse du paclitaxel. Il s'agit d'un intermédiaire de synthèse qui est deux fois plus active que le taxol.

## La valorisation de la recherche à des fins non commerciales
Il existe également des formes d'innovation de la recherche en sciences humaines et sociales : l'innovation sociale, l'innovation culturelle et l'innovation d'usage.
La première implique qu'une découverte ait un impact sur la société. Concernant la deuxième, «on parle d'innovation culturelle pour appréhender à la fois le champ culturel, celui de la création artistique et plus largement des œuvres de l’esprit, et la médiation culturelle, au sens où les représentations constituent un vecteur du changement social». Enfin, la notion d'innovation d'usage est complémentaire aux innovations techniques.

## Histoire récente de la valorisation de la recherche publique

### En France

#### Création de l'ANVAR et loi de 1982, 1984 et 1985
La première loi d'après guerre faisant référence explicitement à la valorisation de la recherche publique en France est celle qui crée l'Agence Nationale de Valorisation et d'Aide à la Recherche (ANVAR) en 1967 (loi no 67-7 du 3 janvier 1967) à la suite d'un rapport d'Henri Longchambon. C'est à ce moment que l'on trouve la première définition législative de la valorisation en France: «concourir à la mise en valeur des résultats des recherches scientifiques et techniques effectuées par les entreprises et services publics».
C'est à partir de 1982 à la suite des Assises de la Recherche organisées à cette époque que l'État va attribuer cette mission de valorisation aux organismes de recherche publics. La loi no 82-610 du 15 juillet 1982 d’orientation et de programmation pour la recherche et le développement technologique (texte de la loi no  82-610) introduit une première série de mesures visant à développer cette mission de valorisation au sein des Établissements publics à caractère scientifique et technologique (EPST). Les premières mentions de la valorisation dans le code de l'enseignement supérieur et de la recherche remonte à la loi no 84-52 du 26 janvier 1984 d'André Savary. La valorisation de la recherche devient également l'une des missions de l'Université. Les relations industrie- universités et/ou centres de recherche sont également au centre de la loi de programmation de la recherche du 23 décembre 1985.
Parmi les décrets d'application mis en œuvre au même moment, on peut en citer 4 importants: les décrets no  83-1260 du 30 décembre 1983 et no  84-431 du 6 juin 1984 (modifié en 2009) qui fixent les statuts du personnel des EPST et les autorisations de cumuls ainsi que le statuts du personnel des Universités avec leur mission notamment de valorisation, le décret no  85-1298 du 4 décembre 1985 ayant trait à la création de filiale et à la prise de participation dans des sociétés par les universités et organismes de recherche et le décret no  85-618 du 13 juin 1985 pour la rétribution du personnel de recherche dans le cadre de contrats de recherche.

#### Les décrets 1995 et 1996 sur la prime d'intéressement des chercheurs aux produits tirés de leur invention
C'est Pierre Potier, nommé Directeur Général de la Recherche et de la Technologie entre Juillet 1994 et juillet 1996 qui propose la rédaction de ces décrets qui permettent d'intéresser les chercheurs aux produits tirés de leur invention.

#### Loi Allègre de 1999
Le 31 juillet 1997, les ministres Claude Allègre, Christian Pierret et Dominique Strauss-Kahn commandent une mission à Henri Guillaume, Inspecteur Général des Finances, sur les rapports entre technologie et innovation. Celui-ci leur remet le 1er janvier 1998 un rapport faisant le constat du faible couplage entre la recherche publique et le monde socio-économique en France. À la suite de ce rapport le ministre de l'Éducation nationale, de la Recherche et de la Technologie, Claude Allègre va lancer toute une série de mesures pour développer ces liens. La première est le vote de la loi no 99-587 dite "Loi Allègre" comprenant un certain nombre de dispositions permettant de fluidifier ces liens.
L'article 2 de la loi no 99-587 du 12 juillet 1999 prévoit pour les établissements publics à caractère scientifique, culturel et professionnel (EPCSCP) la création en leur sein d'une structure destinée à la promotion et à la valorisation de leurs activités industrielles et commerciales : le service d'activités industrielles et commerciales (SAIC). 
La mesure la plus pérenne de cette loi prévoit la possibilité pour les chercheurs et enseignant-chercheurs de participer à la création d'une entreprise issue de la valorisation de leur recherche leur permettant ainsi de déroger à plusieurs dispositions de la loi de la fonction publique qui interdit aux fonctionnaires de participer aux organes de gouvernance d'une entreprise. 
Elle permet également aux établissements de proposer des prestations (ex. : un hébergement) à des prix préférentiels à ces entreprises dans leur phase de création. Cette disposition est limitée dans le temps et par un montant maximum défini par le décret 2000-893 du 13 septembre 2000.

#### Programme d'incitation à la création d'incubateurs d'entreprises innovantes, dits «Allègre»
En 1999, en parallèle de la discussion de la Loi "Allègre", le lancement du programme du Ministère de l'Enseignement et de la Recherche d'incitation à la création d'incubateurs d'entreprises innovantes (désormais appelés incubateurs "Allègre") entraîne la création d'une trentaine de ces structures en France. Ce programme était doté de 200 millions de francs. 
Conçus au départ pour être des structures privées notamment de type filiale d'établissement, la plupart des projets déposés se sont orientés vers des structures de type association de préfiguration. Les modèles économiques proposés au départ ayant rarement survécu à la crise de l'éclatement de la bulle internet, les incubateurs se sont rabattus sur un modèle subventionné par l’État et les collectivités locales qui posait problème dans le cadre du règlement des aides publiques aux entreprises de l'Union européenne applicable à l'époque. Le choix s'est alors porté de manière quasi unanime vers le statut d'association beaucoup plus adapté à un modèle massivement subventionné.
Malgré des débuts compliqués, les incubateurs "Allègre" se sont imposés au fil du temps comme des outils essentiels pour le développement du transfert de technologie par la création d'entreprises innovantes dans l'ensemble du territoire français.

#### Création du concours d'aide à la création d'entreprises innovantes (1999)
En mars 1999, Claude Allègre annonce le lancement du concours d'aide à la création d'entreprises piloté par le Ministère de l'enseignement supérieur et de la recherche et organisé avec les moyens de l'ANVAR à l'époque. Ce concours connaitra un tel succès qu'il sera réédité chaque année. Il porte le nom de concours "i-LAB", est toujours piloté par le Ministère de l'enseignement supérieur et de la recherche et organisé par la BPI.

#### Loi de programme pour la recherche 2006
Les articles 9 et 10 de la loi no 2006-450 du 18 avril 2006 prévoient la possibilité pour les établissements publics à caractère scientifique, culturel et professionnel (EPCSCP) de confier leurs activités de valorisation à une entité privée ce qui est un retour sur la loi Allègre qui ne confiait cette mission qu'à des SAIC alors qu'un nombre important de structures externes privées géraient déjà ces activités pour un certain nombre d'établissements.

#### Loi relative à l'enseignement supérieur et à la recherche(2013) dite loi "Fioraso"
La loi relative à l'enseignement supérieur et à la recherche promulguée le 22 juillet 2013 portait un certain nombre de mesure sur la valorisation et le transfert. La principale mesure est de modifier la définition de la valorisation en y incluant explicitement le transfert de technologie. La mission de valorisation de la recherche inscrite à l'article 123-3 du code de l'éducation est désormais la suivante: "La recherche scientifique et technologique, la diffusion et la valorisation de ses résultats au service de la société. Cette dernière repose sur le développement de l'innovation, du transfert de technologie lorsque celui-ci est possible, de la capacité d'expertise et d'appui aux associations et fondations, reconnues d'utilité publique, et aux politiques publiques menées pour répondre aux défis sociétaux, aux besoins sociaux, économiques et de développement durable ;" De même, l'article 15 de la loi intègre la politique de valorisation et de transfert de technologie dans la stratégie nationale de recherche et d'innovation.

### Aux États-Unis
La valorisation de la recherche a débuté très tôt. La présence importante de laboratoires de recherche privés comme les Bell Laboratories ou les laboratoires de General Electric (en) expliquent sans doute une utilisation importantes et précoces des brevets dès la fin du XIXe siècle. Leurs besoins en ingénieurs formés par les grandes universités américaines vont créer des interactions fortes entre ces laboratoires et les laboratoires des universités. Dès les années 1930, les DIRDA et DIRDE (respectivement Dépenses Intérieures de Recherche et Développement des Administrations et des Entreprises) se répartissent dans un rapport de un pour deux. Cependant, la seconde guerre mondiale et l'action de Vannevar Bush après celle-ci vont aboutir à une centralisation de la prise de brevet par les grands organismes (NSF, NIH, NASA, DoE…). Cela aboutit à des stocks de brevet trop importants pour pouvoir être valablement commercialisés (en 1978, seuls 5 % des 28 000 brevets fédéraux sont commercialisés). Les sénateurs Birch Bayh et Bob Dole déposent un projet de loi en 1980, le Bayh-Dole Act. À l'époque, la suprématie de l'industrie américaine est remise en question par la montée en puissance du Japon. Le transfert de technologie des structures de recherche publique vers l'industrie privée devient un enjeu économique majeur. Le Bayh Dole Act va être un puissant accélérateur de la création de structures de valorisation au sein des universités américaines.

## Commercialisation
Définition : « La commercialisation des résultats de la recherche universitaire} est le processus qui consiste à commercialiser de nouveaux produits et services à partir des inventions et découvertes des chercheurs universitaires ».
Comme mentionné ci-dessus, les activités présentées se recoupent et c’est pourquoi parler de valorisation implique assez souvent de parler de commercialisation. De manière similaire, le transfert technologique est souvent pris en considération lorsqu’on traite de commercialisation.
La commercialisation est donc une activité qui comporte deux volets superposables. Dans le premier, la commercialisation de la recherche, comprise dans le sens large du terme, concerne d’une part la valorisation commerciale de la propriété intellectuelle de toute création dans tout domaine académique et, d’autre part, la commercialisation de l’expertise de chercheurs, également pour tout type de discipline universitaire. Le deuxième volet, intégré au premier, concerne la commercialisation de résultats de la recherche qui émanent précisément de disciplines étant « scientifiques et technologiques » et qui est assimilable au transfert technologique.

## Transfert technologique
Définition : « le transfert technologique est le processus désignant le transfert formel à l’industrie de découvertes résultant de la recherche universitaire et la commercialisation de ces découvertes sous la forme de nouveaux produits et services ».
À la différence des deux activités précitées, le transfert technologique concerne uniquement la commercialisation des résultats de la recherche académique et ne comprend donc pas les activités de collaboration liées à la valorisation proprement dite. Il s’agit donc du transfert de résultats vers l’industrie dans un but de commercialisation. Le transfert technologique comprend différentes étapes qui constituent un processus, dirigé par les sociétés de valorisation et dont voici certaines des caractéristiques principales. Il s'agit d'une description générale et il faut donc garder à l'esprit que des variations sont possibles entre les différents bureaux de transfert (synonyme de sociétés de valorisation).
Les différentes étapes de ce processus sont :
1. le repérage des inventions ou découvertes possédant un potentiel commercial ;
2. l'étude de faisabilité du point de vue technique et économique couplée avec une étude de marché ;
3. le support à la démonstration de la preuve de concept ;
4. la création d'une stratégie de valorisation ;
5. la protection de la PI ;
6. le choix d'une méthode de commercialisation : licence ou spin-off ;
7. le suivi du projet.

## Valorisation et évaluation
Les organismes chargés d'évaluer l'intérêt d'activités de recherche scientifique utilisent la valorisation économique parmi leurs critères. On considère aujourd'hui que la valorisation sociale se prête moins à une évaluation quantitative, faute de méthodologie appropriée. De fait, une évaluation approfondie des apports économiques de la recherche en Histoire, en psychologie, en économie et plus généralement en sciences humaines et sociale reste à faire, même si peu aujourd'hui en contestent la réalité.
De même, beaucoup croient que la recherche fondamentale, par sa nature, se prête mal à une valorisation à court terme. Or des organismes, comme le CERN, démontrent que les recherches les plus fondamentales se prêtent autant que les autres à la valorisation.

### Les organismes indépendants de valorisation
Certaines structures indépendantes accompagnent laboratoires et entreprises dans leurs démarches de collaborations. Ce genre de structures existent en grand nombre dans certains pays (voir l'exemple du Québec) et apparaissent depuis peu en France.

## Discussions sur les résultats de la valorisation de la recherche en France
En janvier 2007, un rapport sur la valorisation de la recherche française rédigé par l'inspection générale des finances et inspection générale de l'administration de l'Éducation nationale et de la recherche, est rendu public. Il souligne, en particulier, qu'« en dépit des mesures prises depuis la loi sur l'innovation de 1999, la valorisation de la recherche ne progresse pas en France depuis quinze ans ».
Ce rapport souligne des déficits sur les cinq volets de cette valorisation : les contrats de partenariat entre laboratoires publics et entreprises, la participation aux programmes européens, les dépôts de brevets, et les créations d'entreprises issues de la recherche publique. Il prône également une réorganisation du système de recherche français.
Une polémique est née de cette charge contre la recherche publique, dont les résultats ne seraient pas à la hauteur des moyens qui lui sont accordés.
Un article de 2007 de la revue Nature met en perspective cette analyse, concluant que la production et valorisation scientifique française reflète plus les variations de la politique de financement au gré des gouvernements qu'un déclin.